# Мадонна в церкві

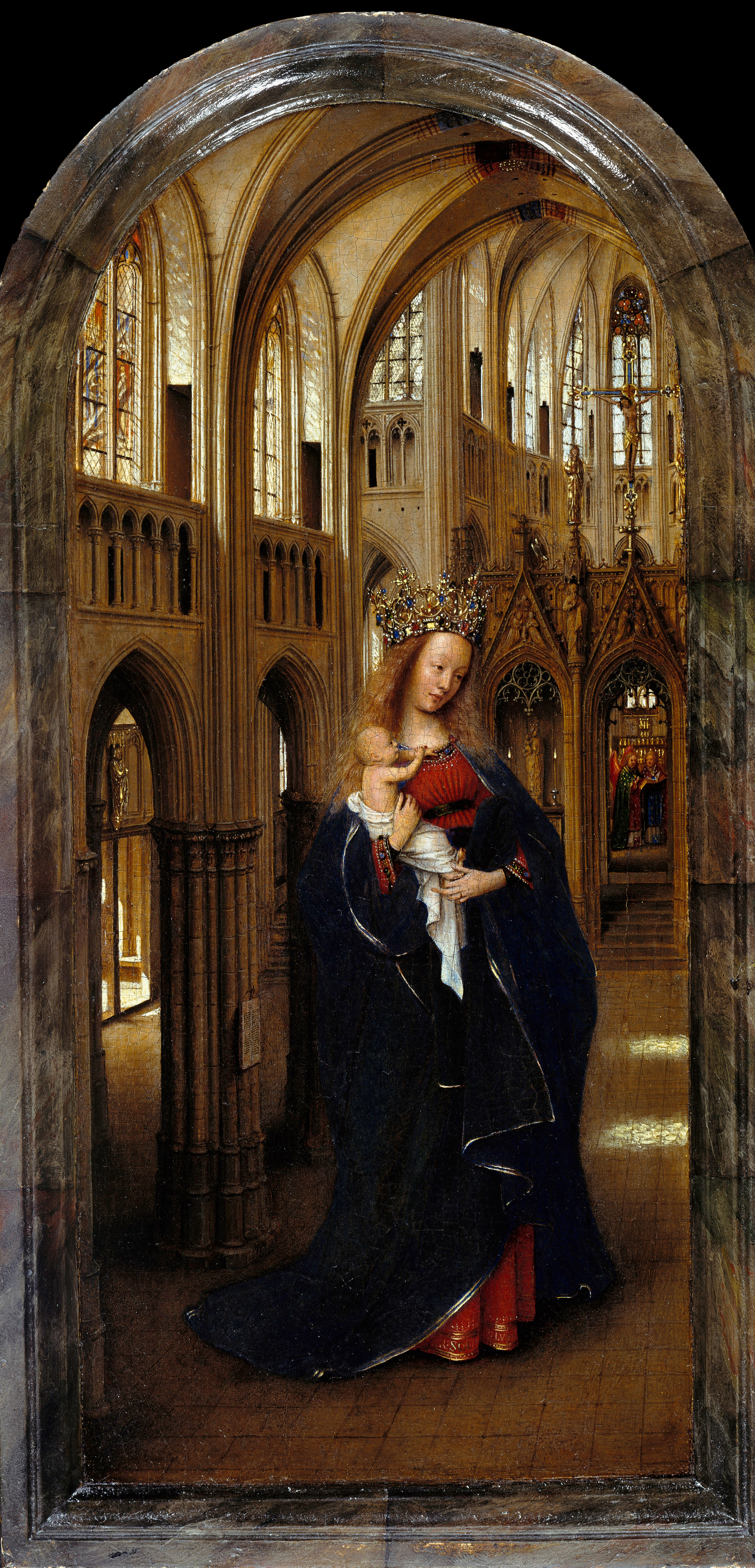
Ян ван Ейк, Мадонна в Церкві (бл. 1438-40). Масло, дуб, 31×14 см. Берлінська картинна галерея

Мадонна в Церкві (або Діва в Церкві) — невелика олійна картина, виконана раннім нідерландським художником Яном ван Ейком. Ймовірно, картина була створена між 1438-40 роками, на котрій зображено Діву Марію, котра тримає Дитятко Ісуса в готичному соборі. Марія представлена як Цариця Небесна, яка носить коштовну шиповану корону, колихаючи грайливе немовля Христа, котрий дивиться на неї і хапає її за рубець сукні таким чином, що це нагадує ікону Розчулення (Богоматір Розчулення), виконану у візантійській традиції 13-го століття. Візерунок в арці на задній частині нефа, містить дерев'яне різьблення із зображенням епізодів з життя Марії, в той час як штучна скульптура в ніші показує, як вона тримає дитину в подібній позі.
Ервін Панофський бачить картину, створену таким чином, що головні фігури на полотні призначені для скульптури, оживають. У дверному отворі праворуч, два ангела співають псалми з книги гімнів. Як і інші візантійські зображення Мадонни, ван Ейк зображує монументальну Марію, нереально розкішною в порівнянні з її оточенням. Полотно містить сувору дотриманість «заливання» променів світла через вікна храму. Це висвітлює внутрішній світ, перед кульмінаційною точкою двох калюж на підлозі. Світло має символічне значення, натякаючи одночасно на дівочу чистоту Марії та ефірну присутність Бога.
Більшість мистецтвознавців розглядають полотно, як ліве крило розібраного диптиха; імовірно його протилежне крило було виконане як портрет, що «виражає обіцянку».